# Esercizi multiarticolari
Gli esercizi multiarticolari, detti anche poliarticolari, pluriarticolari, multimuscolari, rappresentano quella categoria di esercizi utilizzati nell'esercizio con sovraccarichi (resistance training) che, durante la loro esecuzione, coinvolgono più di una articolazione. Essi possono anche essere denominati biarticolari, nel caso coinvolgano nello specifico 2 articolazioni. Questi esercizi reclutano anche più muscoli, contrapponendosi all'altra categoria di esercizi con sovraccarichi chiamati monoarticolari, o di isolamento, i quali mobilizzano una sola articolazione e molti meno gruppi muscolari.

## Caratteristiche
Gli esercizi multiarticolari, come lo squat, lo stacco da terra o la panca piana, impongono movimenti che coinvolgono più articolazioni e diversi gruppi muscolari nel movimento previsto. Spesso gli esercizi multiarticolari possono essere più pericolosi, soprattutto da parte di soggetti inesperti, a causa della maggiore richiesta di tecnica di esecuzione, coordinazione e impegno neuromuscolare rispetto agli esercizi monoarticolari. In realtà la maggiore pericolosità relativa degli esercizi base può essere attribuita in particolare ai pesi liberi, in quanto esercizi base alle macchine a traiettoria rigida o guidata possono essere considerati più sicuri per questo scopo, se il soggetto alle prime armi non possiede particolari capacità tecniche e coordinative. Ciò nonostante, importanti enti come l'American College of Sports Medicine (ACSM) raccomanda la scelta preponderante di esercizi multiarticolari piuttosto che monoarticolari. Generalmente viene suggerito anche di svolgere prima gli esercizi multiarticolari e che coinvolgono maggiori masse muscolari rispetto ai monoarticolari che reclutano gruppi muscolari di dimensioni inferiori. I ricercatori hanno suggerito che fare precedere gli esercizi multiarticolari che coinvolgono grandi masse muscolari - come squat, stacco o girata al petto, produce maggiori livelli di testosterone, che possono potenzialmente esporre anche i muscoli più piccoli ad una maggiore risposta rispetto allo stimolo dei soli muscoli piccoli nella sessione di allenamento.
Negli esercizi base, il massimo peso sollevabile per un determinato numero di ripetizioni può essere più limitato a causa della facile presenza di un gruppo muscolare più debole (anello debole) tra gli altri coinvolti, il quale si affatica prima imponendo l'interruzione dell'attività. Ad esempio nello squat, l'esecuzione potrebbe essere limitata dall'affaticamento dei muscoli della bassa schiena, o nella panca piana l'anello debole potrebbe essere rappresentato dai tricipiti.
L'effetto limitante di un gruppo muscolare debole coinvolto negli esercizi multiarticolari potrebbe essere quello di ricevere il maggiore stimolo. In questo caso può essere proposta la combinazione tra esercizi multiarticolari e monoarticolari per aumentare la prestazione in un esercizio multiarticolare. Altre volte, per fare in modo che l'anello debole non comprometta lo stimolo sul muscolo agonista, possono essere introdotte le tecniche del pre-congestione e post-congestione in Super set, le quali sono concepite per aggirare l'ostacolo dato dall'affaticamento di uno dei gruppi muscolari sinergici.
Gli esercizi multiarticolari o base possono essere suddivisi in diverse sottocategorie:
- Esercizi ai pesi liberi: raggruppano una vasta categoria di esercizi propri di vari sport con i pesi, che vanno dal powerlifting, al weightlifting, al bodybuilding, al fitness (Es.: Panca piana, Rematore, Stacco, Squat, Strappo);
- Esercizi su macchinari: impongono una traiettoria rigida e un minor impegno neuromuscolare e della muscolatura sinergica, e sono più utilizzati nel bodybuilding e fitness (Es.: Leg press, Chest press, Lat machine, Shoulder press machine);
- Esercizi ad alta sinergia muscolare: sono alcuni degli esercizi base ai pesi liberi che coinvolgono i muscoli di tutto il corpo, come le alzate olimpiche, sono più comuni nel weightlifting e powerlifting, ma sono usati anche nel bodybuilding (Es.: Stacchi, Slanci, Strappi, Girate, Squat);
- Esercizi calistenici: sono quegli esercizi a corpo libero più usati nel calisthenics, nella ginnastica artistica, nel bodybuilding e fitness (Es.: Trazioni alla sbarra, Dip alle parallele, Piegamenti sulle braccia, Step-up, Crunch), ma possono essere sovraccaricati con zavorra, bilanciere o manubri;

Esercizi multiarticolari come squat, slanci, strappi, girate, o altre alzate olimpiche, coinvolgono una maggiore massa muscolare e richiedono un maggiore impegno neuromuscolare e coordinazione rispetto ai gruppi muscolari coinvolti. Grazie alla maggiore massa muscolare coinvolta, è possibile usare maggiori carichi rispetto agli esercizi monoarticolari, dove invece vengono reclutati meno muscoli. Grazie a queste caratteristiche, gli esercizi multiarticolari sono più efficaci per sviluppare la forza e la potenza muscolare. Inoltre, la sottocategoria degli esercizi base ad alta sinergia che coinvolgono tutto il corpo tipici del sollevamento pesi e nel powerlifting, come gli slanci o gli strappi, sono stati giudicati i più efficaci per aumentare la potenza del corpo grazie all'alta velocità di contrazione necessaria per compiere il gesto atletico, e la necessità di sviluppare forza rapidamente per poter completare una ripetizione. Se l'obiettivo dell'allenamento è il potenziamento della forza muscolare o della potenza, gli esercizi multiarticolari ai pesi liberi, in gran parte ad alta sinergia, devono essere introdotti in un programma di allenamento. Tra le altre motivazioni, questi consentono ad esempio di eseguire più ripetizioni massime (RM) a parità di intensità relativa o percentuale di One-repetition maximum (% 1-RM). I movimenti multiarticolari, per la loro complessità, richiedono però maggiore tempo ed un maggiore adattamento neurale per essere appresi rispetti ai monoarticolari. Gli esercizi base hanno anche mostrato dei notevoli vantaggi metabolici ed endocrini; grazie alla vasta serie di gruppi muscolari coinvolti, questi hanno mostrato una maggiore risposta metabolica, la maggiore risposta acuta degli ormoni anabolici come il GH e il testosterone e di altre molecole come le β-endorfine. In particolare è stato visto che più massa muscolare viene coinvolta in un esercizio - ad esempio nelle alzate olimpiche o negli stacchi - e maggiore è la secrezione di testosterone. Volek riportò un incremento del testosterone del 15% in risposta al jump squat e appena del 7% in risposta alla panca piana. Anche la maggiore componente metabolica ha mostrato di influire positivamente sui livelli di testosterone. A questo proposito è però necessario segnalare come la letteratura non sia concorde nel riconoscere l'aumento degli oromoni anabolici indotto da particolari strategie di allenamento (come la scelta prevalente di esercizi multiarticolari) un fattore connesso con un miglioramento degli adattamenti muscolari come un aumento dell'ipertrofia muscolare, della forza muscolare o della sintesi proteica muscolare. Per tanto, il fatto che un esercizio multiarticolare ad alta sinergia abbia l'effetto di aumentare la risposta degli ormoni anabolici come GH e testosterone non implica necessariamente maggiori guadagni.
Le risposte metaboliche e ormonali acute degli esercizi multiarticolari hanno dirette implicazioni per la loro applicazione anche quando l'obiettivo è l’endurance muscolare locale (o forza resistente), l'aumento della massa magra, e la riduzione della massa grassa. Effettivamente gli esercizi multiarticolari, o in generale quelli che reclutano maggiore massa muscolare, creano un maggiore dispendio energetico/calorico durante e dopo l'allenamento. Essi infatti incidono maggiormente sull'aumento del EPOC in proporzione all'entità della massa muscolare coinvolta. Per la loro superiorità in termini di risposte metaboliche ed endocine, gli esercizi multiarticolari ad alta sinergia, cioè quelli che coinvolgono grandi masse muscolari, sono preponderanti nei programmi di allenamento coi pesi mirati al miglioramento della composizione corporea, cioè all'aumento della massa muscolare e/o al dimagrimento. Essi richiedono tendenzialmente di tempi di recupero tra le serie mediamente maggiori rispetto agli esercizi monoarticolari, proprio a causa del maggiore reclutamento delle unità motorie e della massa muscolare più coinvolta. Naturalmente, i vantaggi indotti dagli esercizi multiarticolari sono più riscontrabili quando questi esercizi coinvolgono masse muscolari più grandi, quando coinvolgono maggiormente i muscoli stabilizzatori e sinergici (pesi liberi), e quando vengono svolti in modalità bilaterale, cioè coinvolgendo entrambi gli arti contemporaneamente. Ad esempio, se un esercizio come il rematore al pulley viene svolto in maniera monolaterale (ad un braccio) o bilaterale (a due braccia), in quest'ultimo caso porterà a stimoli metabolici ed endocrini superiori, oltre ad un superiore sviluppo di forza, potenza, ipertrofia, ed un maggiore reclutamento delle unità motorie e delle fibre di tipo 2b.
(Charles Poliquin)

## Vantaggi degli esercizi multiarticolari
- coinvolgono più articolazioni distribuendone maggiormente il sovraccarico;
- impegnano più gruppi muscolari;
- sono generalmente adatti a tutte le intensità;
- sono gli unici adatti per intensità medio-alte e basse ripetizioni;
- sono più adatti per il potenziamento e il condizionamento generale;
- sono gli unici adatti allo sviluppo della forza e potenza muscolare;
- stimolano una maggiore risposta metabolica;
- stimolano una maggior risposta ormonale anabolica sul tessuto muscolare;
- stimolano una maggior risposta ormonale lipolitica sul tessuto adiposo;
- aumentano maggiormente il dispendio calorico durante e dopo (EPOC) l'allenamento;
- stimolano maggiormente la crescita muscolare;
- stimolano maggiormente il dimagrimento;

### Pesi liberi
- impegnano in assoluto il maggior numero di gruppi muscolari;
- impegnano notevolmente e migliorano la coordinazione motoria;
- coinvolgono maggiormente i muscoli stabilizzatori;
- sono i più adatti allo sviluppo della forza e potenza muscolare;
- stimolano in assoluto la maggiore risposta metabolica e ormonale;
- sono i meno gravosi a livello articolare;
- sono i più adatti allo sforzo ad alta intensità (80-100% 1-RM);

### Macchine
- sono più adatte ai principianti e ai decondizionati;
- sono di più facile utilizzo rispetto ai pesi liberi;
- richiedono una coordinazione motoria molto inferiore;
- isolano maggiormente i muscoli coinvolti;
- spesso consentono di mantenere la tensione e l'intensità invariata lungo il Range of motion o ROM (contrazione isotonica);

## Svantaggi degli esercizi multiarticolari
- consentono un'escursione articolare in alcuni casi più limitata;
- di conseguenza consentono in alcuni casi un minore ROM articolare;
- provocano un maggiore affaticamento;
- sono più stressanti;
- stimolano una maggiore risposta allo stress e agli ormoni correlati (cortisolo);

### Pesi liberi
- sono i meno adatti ai principianti;
- richiedono maggior tempo e impegno per essere appresi;
- sono più facilmente causa di infortuni;
- sono metabolicamente più stressanti rispetto alle macchine;

### Macchine
- escludono l'intervento dei muscoli stabilizzatori;
- sono meno adatti allo sviluppo della forza e potenza rispetto ai pesi liberi;
- sono relativamente più gravosi a livello articolare rispetto ai pesi liberi;
- non permettono lo sviluppo della coordinazione motoria e della propriocezione;